# Jun Takami
Jun Takami (高見 順 Takami Jun?,  n. 30 ianuarie 1907, Mikuni⁠(d), Prefectura Fukui, Japonia – d. 17 august 1965, Kamakura, Japonia) a fost pseudonimul unui poet și scriitor japonez activ în perioada Shōwa. Numele său real a fost Yoshio Takami.

## Tinerețea
Takami s-a născut în orașul Mikuni din prefectura Fukui (orașul său natal este în prezent parte componentă a orașului Sakai), ca fiu nelegitim al guvernatorului prefecturii, Sannosuke Sakamoto, și al unei tinere femei care fusese angajată să-l distreze cu prilejul unei vizite în orașul ei. Tatăl său natural, care era unchiul romancierului și traducătorului Kafū Nagai (1879–1959), a fost transferat la Tokyo în 1908, fiind urmat acolo de fiul său nelegitim și de mama și bunica acestuia. Ei au locuit acolo în districtul Azabu.
Mama lui Jun a practicat meseria de croitoreasă, dar viața lor a fost foarte grea și s-au mutat de mai multe ori. Jun a crescut la Tokyo, ignorat de tatăl său natural, și a devenit conștient încă din copilărie de diferențele de clasă. A absolvit Liceul nr. 1 din Tokyo și și-a descris mai târziu viața grea din anii copilăriei într-un eseu intitulat „Watashi ni Okeru Kurai Shussei no Kage ni Tsuite” („Umbra întunecată a originii mele”). Mama sa l-a sfătuit să se împace cu tatăl său și să urmeze o carieră politică.

## Cariera literară
Takami a fost interesat de literatură încă din tinerețe, fiind atras în mod deosebit de literatura umanistă și antinaturalistă a scriitorilor mișcării literare Shirakaba („Mesteacănul Alb”). Admis la studii la Universitatea Imperială din Tokyo, s-a alăturat unui grup de studenți artiști cu idei politice de stânga și a contribuit la revista literară a grupului intitulată Sayoku Geijutsu. A absolvit studii universitare de literatura engleză la Facultatea de Litere a Universității Imperiale din Tokyo în anul 1930, după care a lucrat la casa de discuri Columbia Records și și-a continuat activitățile de scriitor marxist, ca parte a mișcării literare proletare.
În 1933 a fost arestat împreună cu alți comuniști și cu alte persoane suspectate că sunt membri ai Partidului Comunist Japonez în conformitate cu legile de conservare a păcii și a fost eliberat șase luni mai târziu, în 1934, după ce a fost torturat la ordinul unui ofițer al Armatei Japoneze și constrâns să semneze o declarație că renunță la convingerile ideologice de stânga. O relatare autobiografică a experienței sale a apărut în Kokyu wasurerubeki („Abandonând vechile idei”, 1935), care, deși a fost considerat prolix, a fost nominalizat la primul premiu Akutagawa. A scris apoi povești și romane autobiografice. Autocompătimirea ironică față de slăbiciunea care a dus la „convertirea” sa și confuzia sa intelectuală ulterioară sunt teme recurente ale lucrărilor sale viitoare. Takami a câștigat o popularitate în anii de dinainte de război cu Ikanaru hoshi no moto ni („Sub orice stea”, 1939–1940), o poveste care se desfășoară în cartierul de divertisment Asakusa din Tokyo care descrie greutățile cărora a trebui să le facă față ca urmare a etichetei de scriitor marxist în perioada anterioară războiului.
În perioada celui de-al Doilea Război Mondial Takami a fost mobilizat la Secția de Propagandă Militară a Armatei Japoneze și trimis pe post de corespondent de război în Indochina (1941) și Birmania (întregul an 1942). În ianuarie 1943 s-a întors în Japonia, dar în a doua jumătate a anului 1944 a fost trimis corespondent de război în China. În noiembrie 1944 a participat la Conferința Scriitorilor din Asia de Est, care a avut loc la Nanjing și a fost prezidată de Yoshirō Nagayo. El a ținut acolo un discurs despre ridicarea nivelului cultural al popoarelor din Asia de Est. Takami a ținut unul dintre cele mai cuprinzătoare jurnale japoneze ale anilor de război, jurnal care începe în ianuarie 1941, când a părăsit Tokyo pentru a merge în Indonezia.
În timpul războiului și imediat după război Takami a ocupat funcția de director al Biroului de Investigații al Asociației Patriotice a Literaturii Japoneze (Nihon Bungaku Hōkoku Kai, abreviată Bunpō). După război, a suferit de pe urma problemelor de sănătate, dar a continuat să scrie poezii de pe patul său de boală. Jun Takami a devenit cunoscut ca romancier, dar a mai scris poezii și lucrări de non-ficțiune. Lucrările sale postbelice reflectă această schimbare ideologică de la marxism la susținerea acțiunilor guvernamentale.

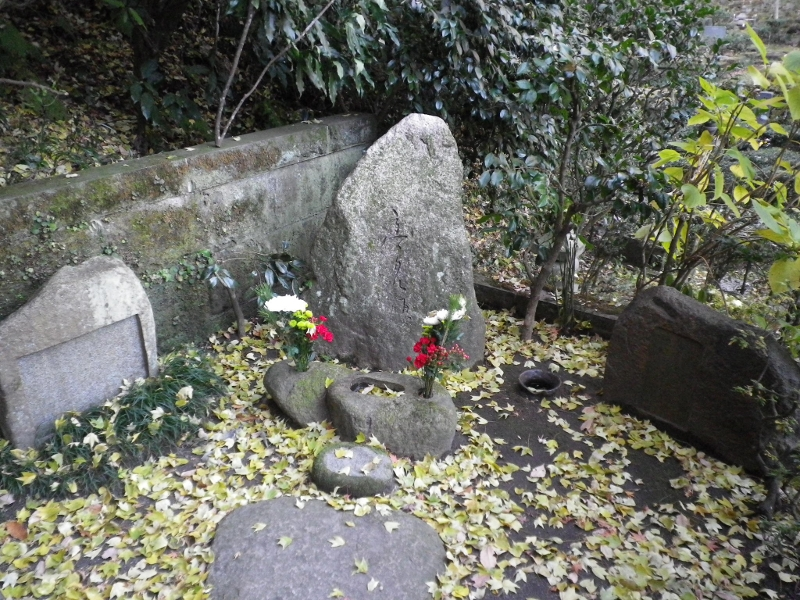
Mormântul scriitorului Jun Takami

În 1962 Takami a contribuit la înființarea Muzeului Literaturii Japoneze Moderne. Volumul său de poezie Shi no Fuchi yori („Din abisurile morții”, 1964) a câștigat Premiul Noma în 1964. Takami s-a gândit mult timp dacă să-și publice jurnalul din anii războiului, iar mai târziu l-a rescris și a publicat în 1959 o versiune revăzută sub titlul Haisen nikki („Jurnalul înfrângerii”). Primele opt volume ale întregului jurnal, conținând o relatare extrem de detaliată de peste 3.000 de pagini a experienței sale din timpul războiului și din perioada imediat următoare (1941-1951), au apărut în anul 1965 sub titlul Takami Jun Nikki („Jurnalele lui Jun Takami”), iar următoarele opt volume au fost publicate postum.
Jun Takami a locuit în orașul Kamakura din prefectura Kanagawa începând din 1943 și până la moartea sa de cancer esofagian în 1965. Funeraliile sale au avut loc în cartierul Aoyama al metropolei Tokyo, iar printre participanți s-a numărat și prietenul său, renumitul scriitor Yasunari Kawabata. Mormântul lui Jun Takami se află în cimitirul templului Tōkei-ji din Kamakura.

## Moștenire
Premiul Jun Takami a fost înființat în 1967 de către Asociația pentru Promovarea Literaturii lui Jun Takami (Takami Jun Bungaku Shinkō Kai) potrivit voinței exprimate în testamentul său. O parte din redevențele obținute de pe urma vânzării cărților lui Takami au fost destinate stabilirii unui fond folosit pentru un premiu literar decernat anual autorului unui volum remarcabil de poezie, pe baza recomandărilor poeților, criticilor și jurnaliștilor. Câștigătorul primește un premiu în valoare de 500.000 de yeni.
Fiica sa, Kyōko (n. 1959), este căsătorită din 1994 cu luptătorul profesionist și politicianul Hiroshi Hase (n. 1961).

## Scrieri
- Kokyū Wasure Ubeki (故旧忘れ得べき), proză
- Ikanaru Hoshi no Moto ni (如何なる星の下に), proză
- Jumoku-ha (樹木派), poeme
- Takami Jun Nikki (高見順日記), jurnal
- Gekiryū (激流), roman
- Iya na Kanji (いやな感じ), roman
- Ōinaru Te no Kage (大いなる手の影), roman

## Vezi și
- Literatura japoneză
- Listă de scriitori japonezi